# Emidio Vittori
Emidio Vittori (Ascoli Piceno, 28 marzo 1924 – 7 marzo 1985) è stato un bibliotecario e poeta italiano.

## Biografia
Terzo di sei fratelli, nasce il 28 marzo 1924 ad Ascoli Piceno, città nella quale segue gli studi umanistici per poi laurearsi in giurisprudenza all'Università di Camerino.
In gioventù assieme ai fratelli Guido e Carlo Vittori pratica atletica leggera, dedicandosi alla staffetta 4x100 e al salto triplo.
Entrato nel 1951 al Comune di Ascoli con l'incarico di vice segretario.
Nel 1953 incontra Maria Luisa Alberti che diventerà, in futuro, sua moglie.
Diviene nel 1957 direttore della civica biblioteca. A questo lavoro si dedica con passione per 28 anni, sempre teso a dare all'istituto maggior prestigio al fine di inserirlo tra i maggiori centri culturali della nazione.
Nel 1958 interviene con una relazione su La biblioteca pubblica nella vita delle comunità locali al I Convegno dei bibliotecari di Bologna, della Romagna e delle Marche, tenuto ad Ancona.
Nel 1960 Nasce la figlia di Emidio Vittori e Maria Luisa Alberti chiamata Monica Vittori. Undici anni dopo nel 1971 nacque il secondo figlio di Emidio Vittori, Luca Vittori.
Socio dell'Associazione italiana biblioteche, partecipa alla costituzione della Sezione Marche, entrando a far parte, nel luglio 1972, del suo Comitato provvisorio. Viene poi eletto nel primo Comitato regionale della Sezione (1972-1975) e confermato per il triennio successivo (1975-1978).
Membro della Deputazione di storia patria delle Marche, si dedica con passione a studi storici, filologici ed epigrafici. Frutto tangibile di questa passione è, nel 1969, un Convegno internazionale per il VII centenario della nascita di Cecco d'Ascoli, occasione nella quale inizia una feconda collaborazione con personalità delle Università di Firenze e Urbino.
Cura con l'amico Basilio Censori la pubblicazione di una edizione critica de L'Acerba di Cecco d'Ascoli, secondo un codice eugubino del 1376, oltre ad un volume sugli atti del Convegno. Queste pubblicazioni meritano una segnalazione all'Accademia dei Lincei nel 1973.
Numerosissimi sono i suoi articoli e scritti riguardanti la città e la storia locale. Di grande rilievo soprattutto, gli interventi di epigrafia medievale, attraverso la quale arriva ad una profonda conoscenza della storia della città. Per la sua cultura giuridica e competenza in biblioteconomia, la Regione Marche lo chiama alla realizzazione della Consulta regionale culturale.
Appassionato cultore del dialetto ascolano nelle sue forme più originali, conduce in questa materia attenti studi etimologici.
Dal grande amore per la sua città e per il suo dialetto è scaturita una raccolta di sonetti in vernacolo rimasti inediti sino alla morte, sopraggiunta il 7 marzo 1985.
Al suo nome è stata intitolata una sala della Biblioteca civica di Ascoli Piceno.

## Scritti
A tempo perso si dedica alla poesia dialettale, concependo una raccolta intitolata Passò l'angeli e disse ammen. Appassionato di epigrafia, fotografa le iscrizioni incise sulle numerose architravi cittadine e sulle antiche pietre sparse per la Ascoli medioevale. Solo dopo la sua morte vedono la luce Passò l'angeli e disse ammen e Il libro di pietra, dove sono raccolte appunto le iscrizioni fotografate e fino ad allora decifrate.
Segue per ultimo Scritti di epigrafia ed altro, una raccolta dei numerosi articoli pubblicati dal Vittori nel corso degli anni.